# دبابة مارك الخامسة
دبابة مارك الخامسة(بالإنجليزية: Mark V tank)‏ هي دبابة بريطانية ونسخت مطورة من دبابة مارك الرابعة أنتجت في عام 1918 واستخدمت في الأشهر الأخيرة من الحرب العالمية الأولى وهي أول دبابة ثقيلة بريطانية.